# 增埗水廠
増埗水廠，又名西村水廠，是廣東廣州的一間水廠，位於西村增埗河岸，始建於1905年10月(清光緒31年)，是廣州第一間公用自來水廠。以珠江流域小北江混合支流为水源，為廣州供應城市用水。

## 歷史

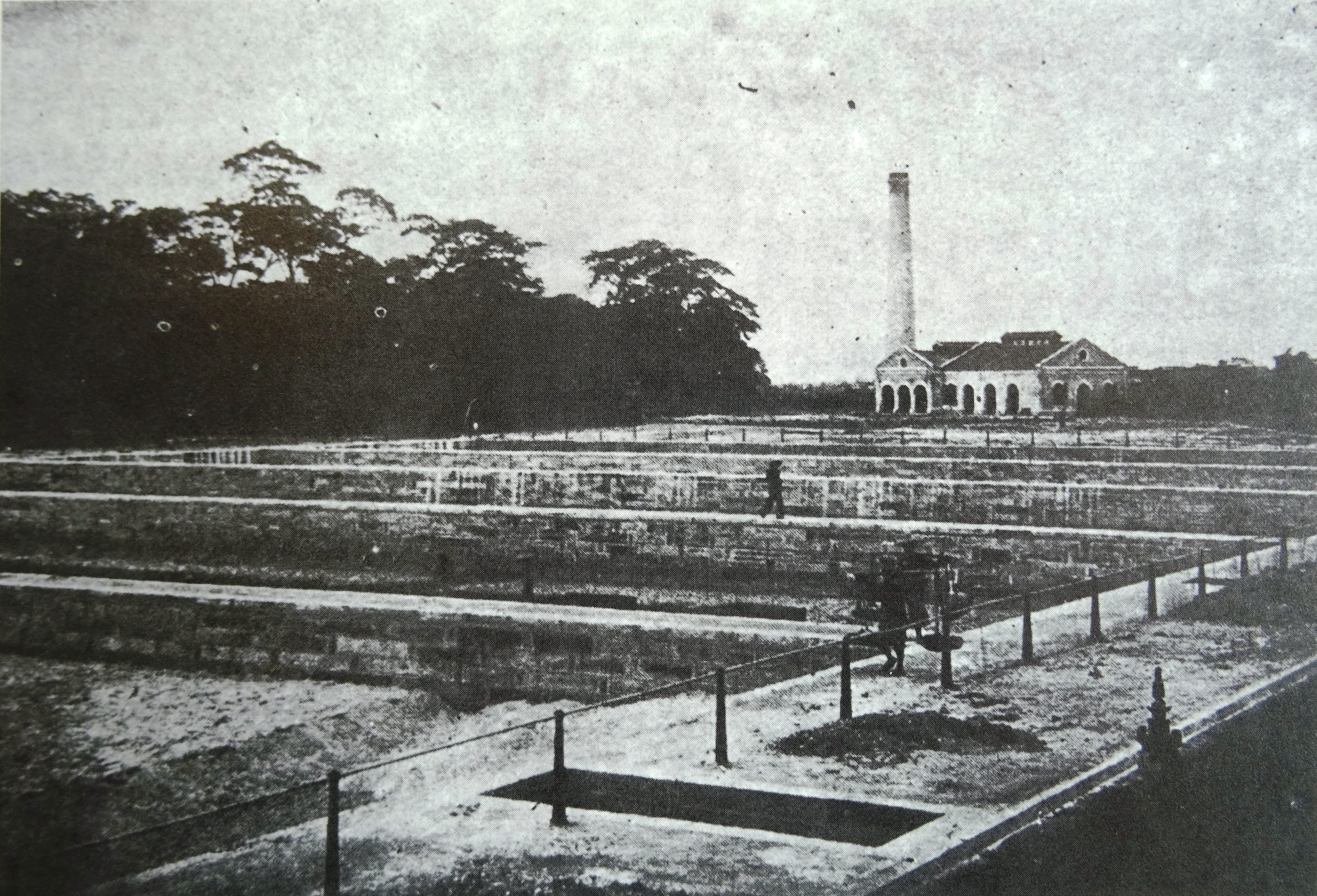
增埗自來水廠舊貌

上海商人建立杨树浦水厂後，認為自來水有利可圖，謀求到廣州繼續發展，1905年10月上海商人李平喜、王聲楷與兩廣總督岑春煊洽談，促成官商合辦廣東省河自來水公司，官餉撥出白銀60萬兩，商人亦集資60萬兩，官商合股創辦廣州自來水廠。1908年6月(光緒34年)水廠建成部分投入供水，開始試運行。主要供應西關、禺山（今越秀區內）一帶較繁盛的商業區和富裕居民住宅區。當月有食水用戶600家，以西關居多。至1908年底用戶猛增至7500家。
1929年由廣州市政府接管並進行擴建，安裝了第二套快濾式供水設備。
1936年廣州市政府投資，委託英商瑪律康擴建水廠內第三套給水系統，工程造價280萬港幣，因抗日戰爭爆發而停工。
1938年10月21日廣州淪陷，水廠停止供水。11月初，日軍進駐增埗水廠，實行軍經管理，於1939年2月始恢復局部供水。
1959年，廣州市投資擴建增埗水廠，利用該廠1937年建造的第三廠的土建基礎，另行設計施工，令水廠擁有三套供水設備，並改名西村水廠。
1990年時，水廠成為全國第三大水廠。

## 供水配置
創建時廠內建設隔沙澄水池有10多個，供水能力為32,400立方米/日，用水戶6000，總工程耗資149萬兩白銀。據水廠老員工回憶指，清朝所建水廠有6個池，包括沉澱池、慢濾池等，慢濾池外形就像游泳池，池底有一層厚厚濾沙。
1906年粵海關發佈的報告顯示，時自來水廠的設備都是從國外進口的，地下清水池的容積將近1萬立方米，水塔高33米，出廠輸水總管長4.5公里，直徑0.6米；三條支管長約兩公里到6公里不等，一條通向西關的逢源街、寶源街、十三行和太平南地區；一條通向南關的大新路、高第街和永漢南路地區；還有一條則通往惠愛西路至永漢北一帶的舊城中心區。
1915至1949年間，水廠通過不斷擴建改造，可供水9.6萬m³/日。为了调节广州市各区用水需要，水厂还设有杨箕、区庄、小港、坭岗、大基头、越秀山、瘦狗岭、长洲、水塔等九个加压站和六个水库。